# گرگ‌مار
گرگ‌مار (نام علمی: Coronella austriaca) نام یک گونه از تیره قمچه‌ماران است.